# 雲林縣立褒忠國民中學
雲林縣立褒忠國民中學（簡稱褒忠國中）是中華民國的一所公立國民中學，位在臺灣省雲林縣褒忠鄉。1968年獨立設校時原名雲林縣立褒忠初級中學。該校為處典型農業鄉鎮，學生數較少，2018年時約有150名學生。

## 概況
該校學區為褒忠鄉全境9個村，為典型農業鄉鎮，學區內的國民小學有雲林縣褒忠鄉褒忠國民小學、雲林縣褒忠鄉復興國民小學、雲林縣褒忠鄉潮厝國民小學和雲林縣褒忠鄉龍巖國民小學，家長多半務農或打零工維生，社經地位較低，家境清寒、單親、隔代教養、外配家庭比例高。2017年時全校126名學生有52%家庭屬於隔代教養、單親、清寒等弱勢家庭。由於少子化，加上褒忠鄉幅員小、人口少，人口外流嚴重，當地國小學生習慣跨學區升學就讀（如鄉內田洋村有雲林縣立土庫國民中學校車行經:3），學生數較少。2018年約有150學生、16名教職員。
由於偏鄉資源匱乏，該校教師撰寫計畫爭取資源。2017年通過國立清華大學「科技部前瞻學術及科技成果科普化推廣計畫」經費補助，全額贊助褒忠國中40名學生到國立清華大學參觀實驗室、操作實驗。

## 歷史
民國54年（西元1965年），褒忠鄉第七屆鄉民代表會第二次臨時大會通過組成「褒忠初級中學促進委員會」，爭取設立初級中學。雲林縣政府於是在當年6月成立「雲林縣立褒忠初中籌備處」，指派劉岱宗為籌備主任，並由鄉公所撥地作為建校之用。9月由東勢初中（今雲林縣立東勢國民中學）代招二班，暫借雲林縣褒忠鄉褒忠國民小學（褒忠國小）校舍上課。1966年招收新生三班，10月新建教室四間及辦公廳，一年級移至褒忠國中現址上課。1968年1月17日奉「（中華民國）57年1月11日雲府教中字第020106」號令獨立設校，為雲林縣立褒忠初級中學，由劉岱宗任首任校長。該年8月因實施九年國民教育，改制為雲林縣立褒忠國民中學。
1990年代，褒忠國中一度因為和褒忠國小僅由一排樹木隔開，且共用體育場，但國中、國小上課作息時間不同，鐘聲易互相干擾而產生困擾。時任縣長廖泉裕指示褒忠國中遷校，校地留予褒忠國小使用。原本預計徵收民地，但因六輕開發，地價上漲，地主不願出售。次規劃設址於台糖龍巖農場，但廖泉裕以褒忠新市鎮（截至2019年仍未成立）會設立一所新國中，學區會重疊而否決。當時該校校長吳松雲建議原址重建，但如此無法解決問題。最後在當地太湖部落西北、西南各圈選一片台糖土地，呈報廖泉裕核示。

## 圖庫

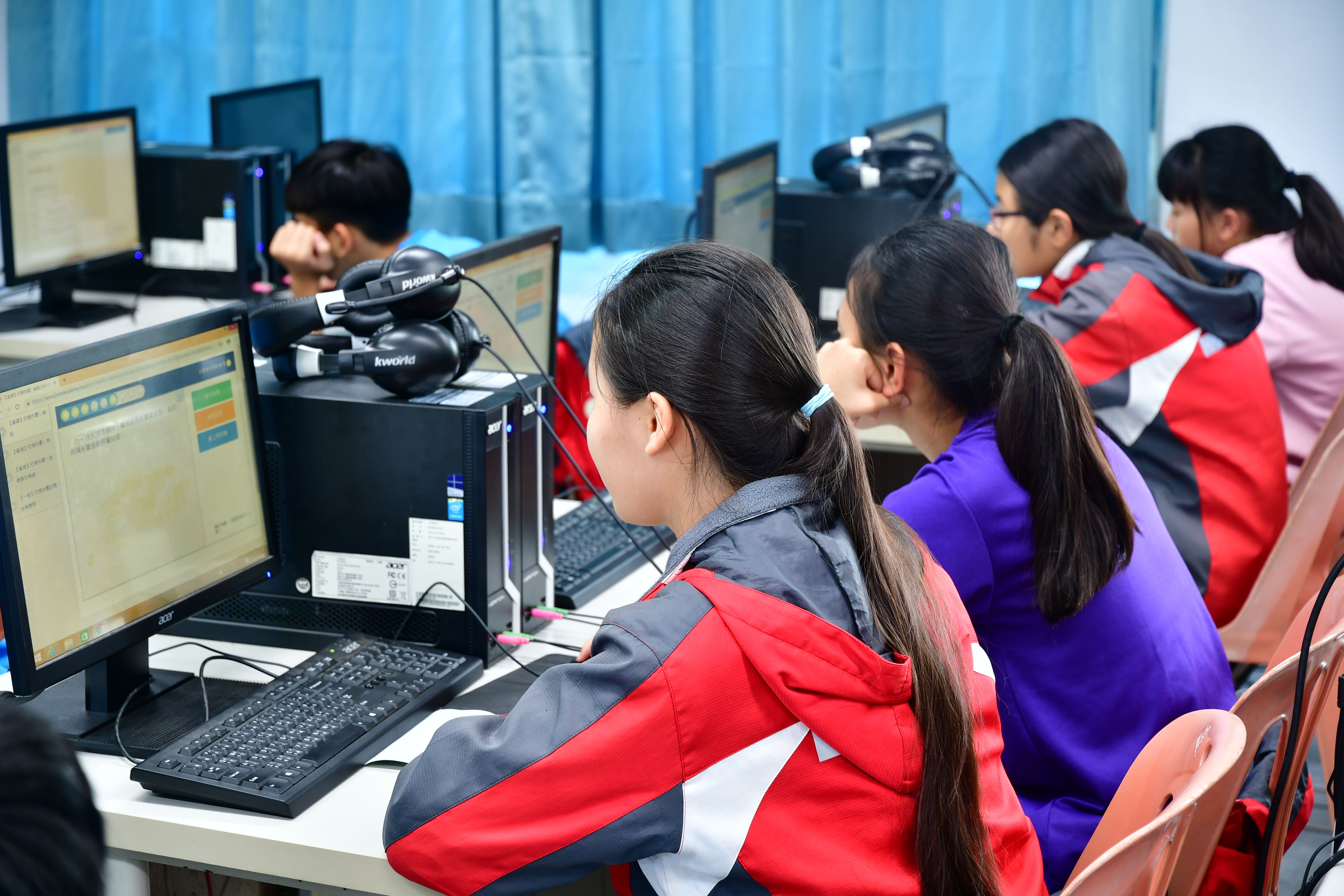
學生使用均一教育平台上課
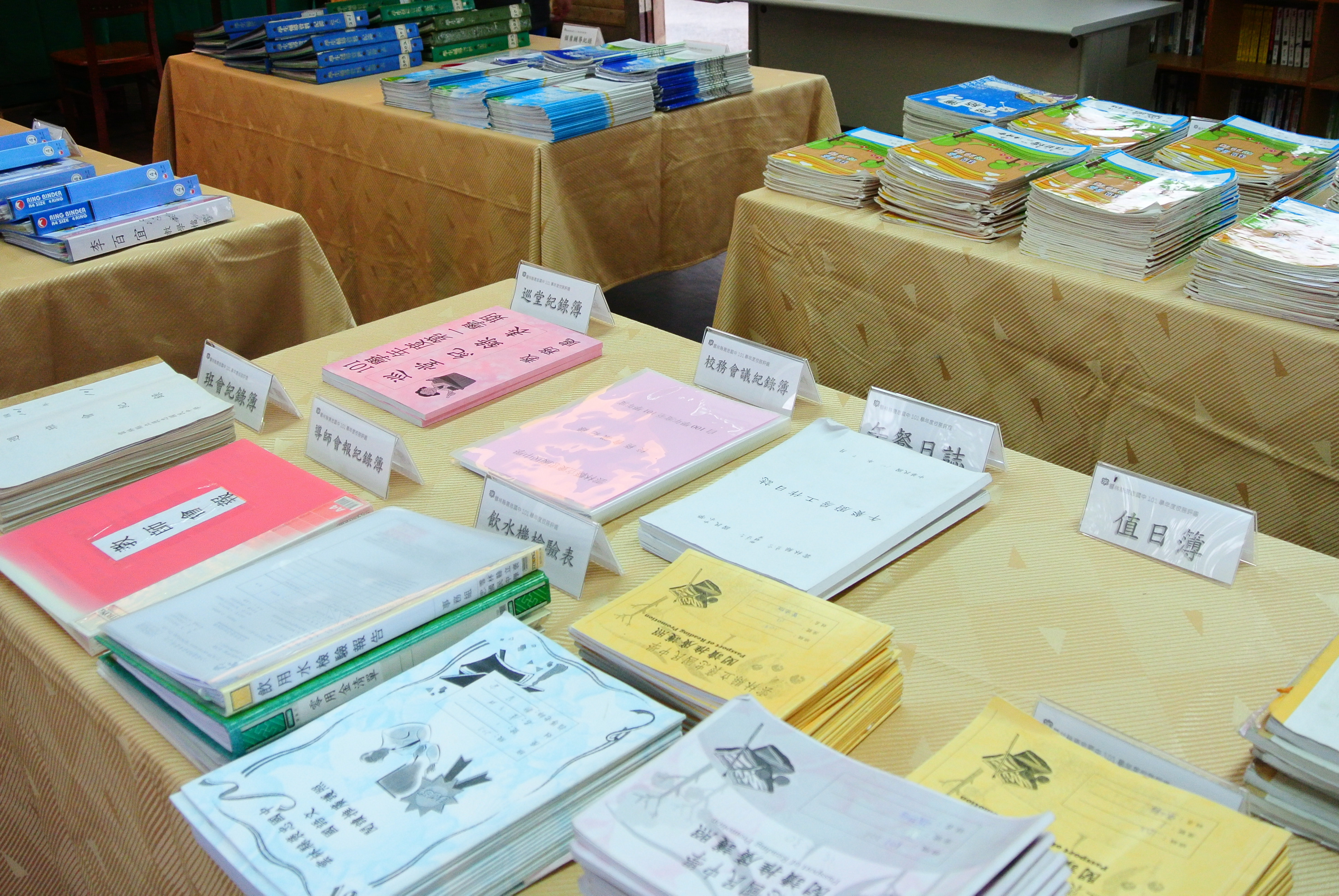
校務評鑑審查資料
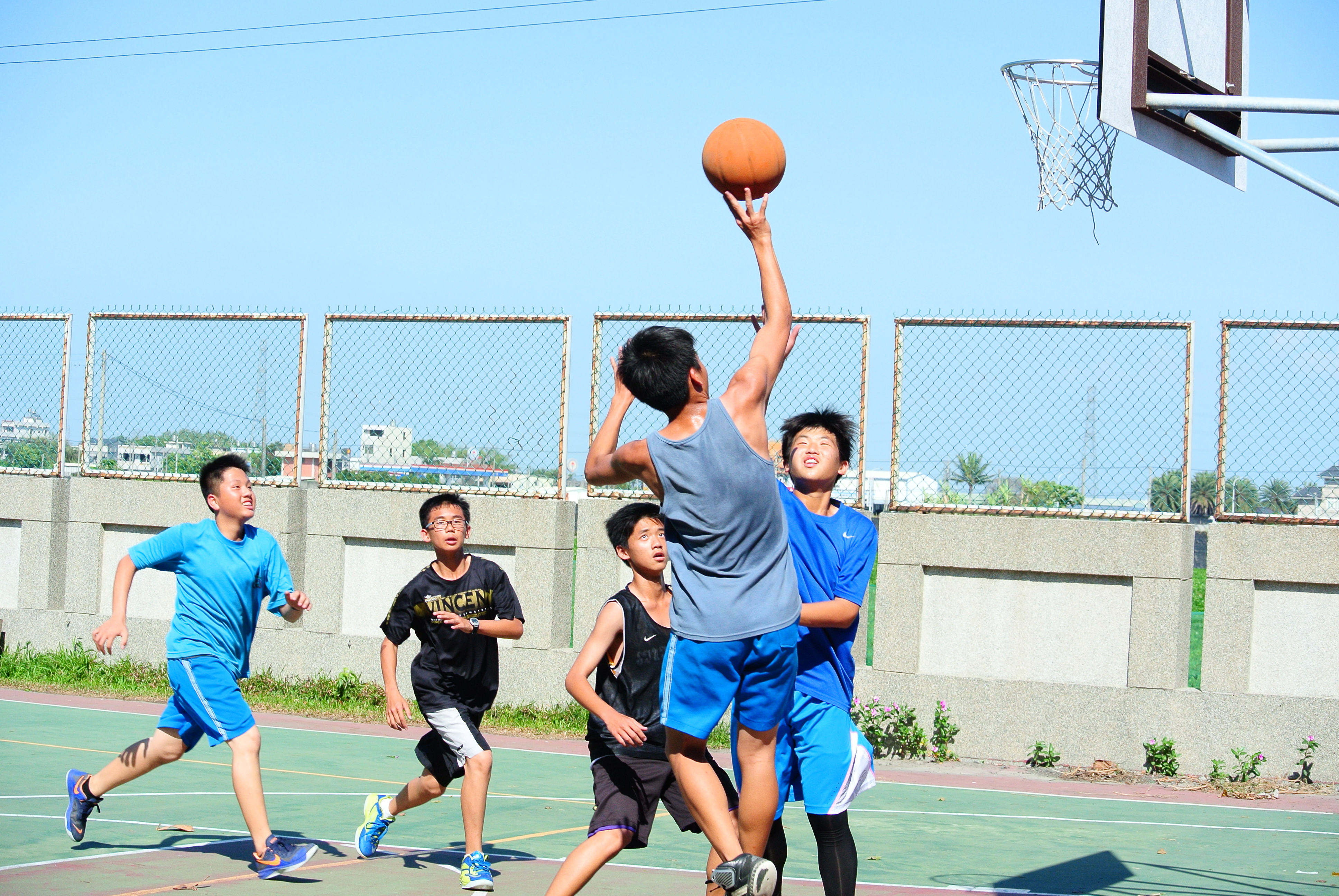
籃球社
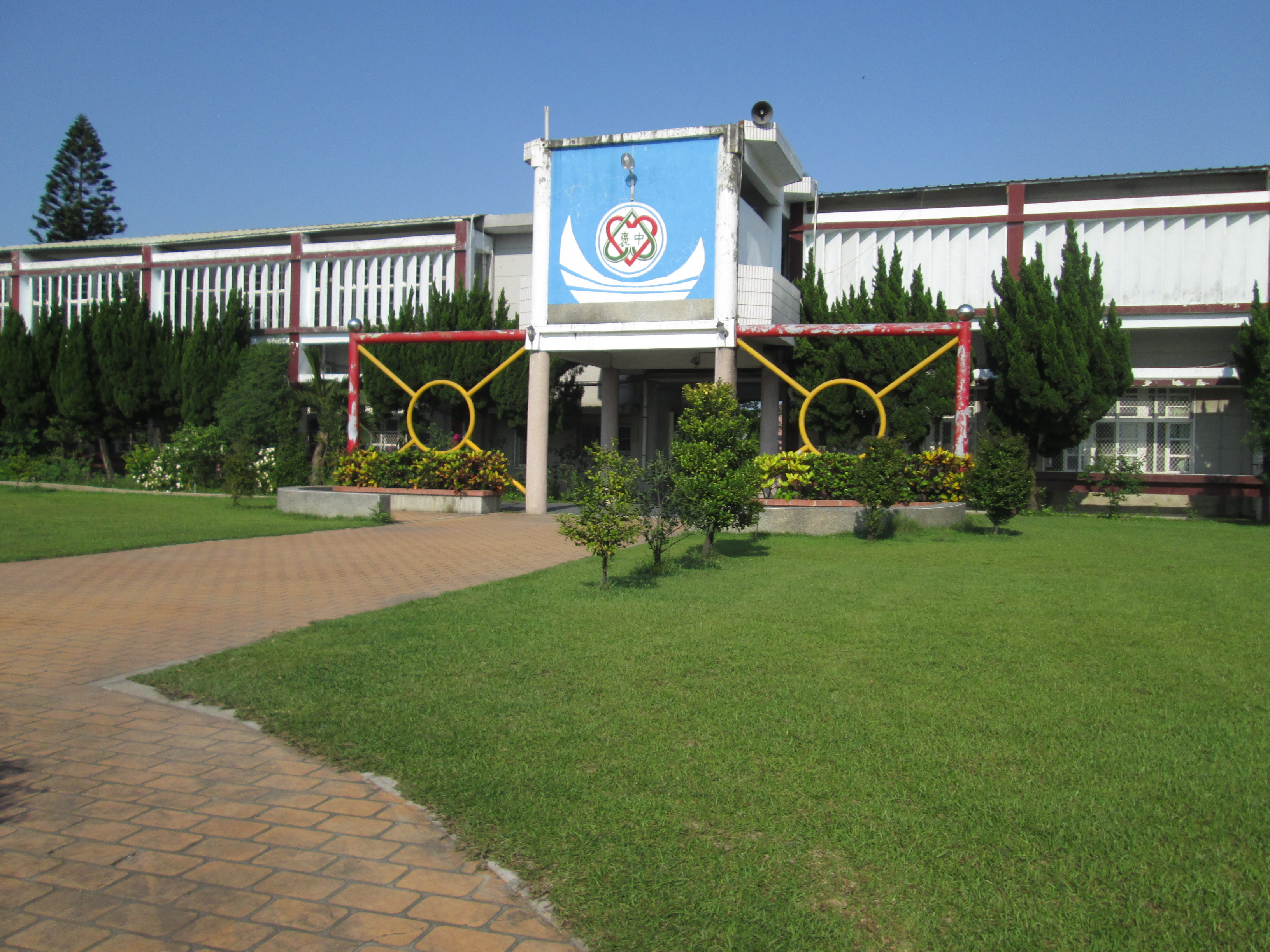
校園一景

## 外部連結
- 官方网站